# Tetragnatha oreobia
Tetragnatha oreobia là một loài nhện trong họ Tetragnathidae.
Loài này thuộc chi Tetragnatha. Tetragnatha oreobia được miêu tả năm 1987 bởi Okuma.